# HMS G3
Pour les articles homonymes, voir G3.
Le HMS G3 est un sous-marin britannique de classe G construit pour la Royal Navy par Chatham Dockyard. Sa quille est posée le 1er octobre 1914 et il est lancé le 22 janvier 1916.

## Conception
La conception de la classe G est basée sur celle de la Classe E mais avec l'amélioration de la double coque. Les sous-marins de classe G ont été conçus par l’Amirauté britannique en réponse à une rumeur selon laquelle les Allemands construisaient des sous-marins à double coque pour servir outre-mer. Les sous-marins avaient une longueur hors-tout de 57 m, un maître-bau de 6,9 m et un tirant d'eau moyen de 4,1 m. Ils déplaçaient 714 tonnes en surface et 850 tonnes en immersion. Les sous-marins de classe G avaient un équipage de 30 officiers et autres grades. Ils avaient une double coque partielle.
Pour la navigation en surface, ces navires étaient propulsés par deux moteurs Diesel à huit cylindres Vickers de 800 ch (597 kW), chacun entraînant un arbre d'hélice. Lorsqu’ils étaient sous l’eau, chaque hélice était entraînée par un moteur électrique de 420 ch (313 kW). Ils pouvaient atteindre 14,25 nœuds (26,39 km/h) en surface et 9 nœuds (17 km/h) sous l’eau. En surface, la classe G avait une autonomie de 2400 milles marins (4 400 km) à 16 nœuds (30 km/h).
Les bateaux devaient être armés d’un tube lance-torpilles de 21 pouces (533 mm) dans l’étrave et de deux tubes lance-torpilles de 18 pouces (457 mm) au maître-bau. Cependant, cette conception a été révisée pendant qu’ils étaient en construction. Le tube de 21 pouces a été déplacé à l’arrière, et deux autres tubes de 18 pouces ont été ajoutés dans l’étrave. Les sous-marins de classe G transportaient deux torpilles de 21 pouces et huit torpilles de 18 pouces. Ils étaient également armés d’un unique canon de pont de 3 pouces (76 mm).

## Engagements
Comme le reste des sous-marins de sa classe, le rôle du G3 était de patrouiller dans une zone de la mer du Nord, à la recherche de sous-marins allemands.
En décembre 1921, le G3, retiré du service, était remorqué vers le nord pour être ferraillé quand son câble de remorquage s’est cassé, et il et est venu s’échouer à Scalby Mills, au nord de Scarborough. Plus tard, le sous-marin s’est détaché du rivage et a dérivé vers la mer. Il a ensuite dérivé vers le sud, pour s’échouer finalement sous les falaises de Buckton dans Filey Bay, la proue en premier. Un homme du pays, John Webster, a acheté les droits de sauvetage du navire et l’épave a été démolie. Des morceaux de coque ont été soulevés en haut des falaises abruptes en utilisant des cordes et des poulies, les démolisseurs utilisant des échelles de corde pour l’accès à la baie. Les restes de l’épave se trouvent encore sous les falaises de Buckton, y compris environ 18 mètres de la base de la coque, deux moteurs diesel et leur pignon d'entraînement.